# Philippe Calvario
Œuvres principales
Les Visages et les Corps
Scènes principales
Théâtre des Amandiers
Théâtre des Bouffes du Nord
Philippe Calvario, né en 1973 à Roussillon (Isère), est un comédien et metteur en scène français.

## Biographie

### Jeunesse et formation
Philippe Calvario naît et grandit à Roussillon dans l'Isère. Il se passionne pour le théâtre en assistant à une représentation de La soupière de Robert Lamoureux avec Denise Grey puis il rencontre Francis Huster en 1993 à l'occasion d'une séance du Cid de Corneille aux Nuits de Fourvière qui lui conseille de s'inscrire au Cours Florent à Paris. Ce qu'il fait de 1993 à 1996.

### Collaborations avec Patrice Chéreau
Lors de la troisième année de sa formation, Philippe Calvario assiste Patrice Chéreau dans ses mises en scène de Don Giovanni de Wolfgang Amadeus Mozart, Dans la solitude des champs de coton de Bernard-Marie Koltès et Phèdre de Racine. « Il a été un vrai maître pour moi. Il m'a beaucoup appris par son rapport au théâtre, mais aussi par sa façon de regarder le monde. Il y a de bons directeurs, mais sa grâce à modeler les corps dans l'espace est quelque chose d'absolument unique en France. Son énergie de mise en scène est si belle et si contagieuse !,. »

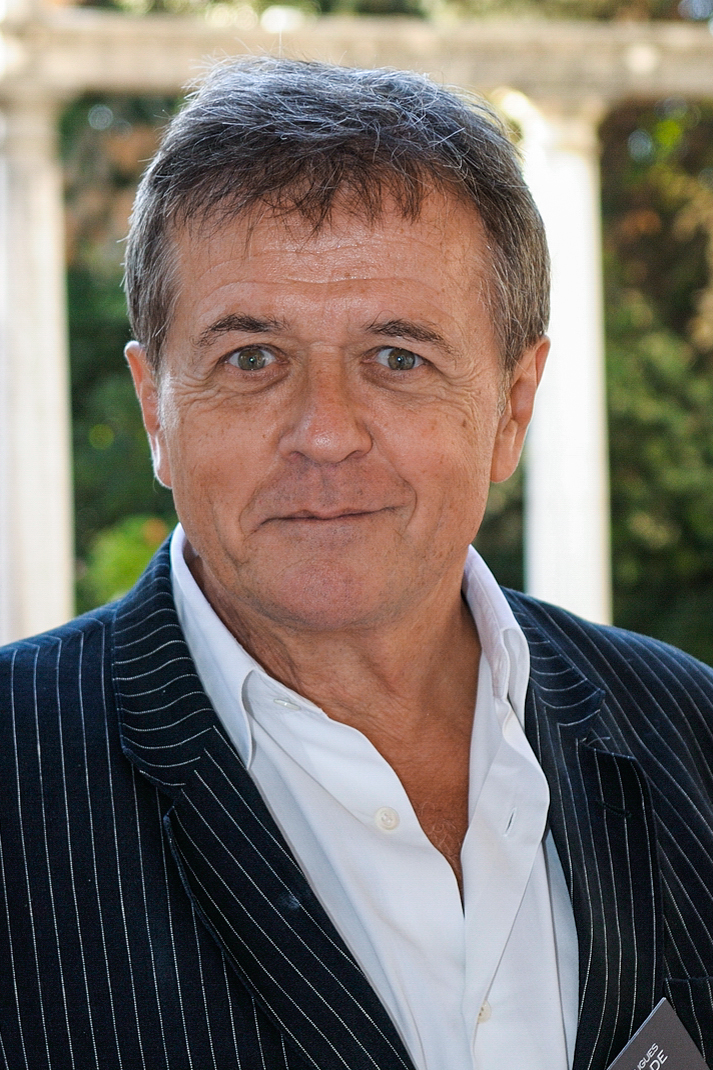
Patrice Chéreau

Leur collaboration continue après le Cours Florent. En 1998, Philippe Calvario joue et assiste Chéreau dans Henry VI et Richard III de William Shakespeare. En 2005, il joue avec le metteur en scène dans son spectacle Le Mausolée des amants d'Hervé Guibert au Théâtre de l’Odéon et à l’Opéra Comique. L'acteur participe également à deux films de Chéreau : Intimité (2001) et Gabrielle (2005). 
En 2013, Philippe Calvario interprète et met en scène le texte de Patrice Chéreau, Les Visages et les Corps qu'il avait écrit en 2010 lors d'une exposition organisée par le Musée du Louvre autour des collections du musée et de son rapport à l'art. Pour le Journal La Terrasse : « C’est bien plus qu’un hommage qui se joue. [Patrice Chéreau meurt le 7 octobre 2013]. C’est un acte. Un acte de vie. A la fois simple et grave, d’une gravité saisissante. Arpentant un espace peuplé d’une table, d’un lampadaire, de quelques chaises et fauteuils éparpillés, sur une création sonore de Mitja Vrhovnik Smrekar, Philippe Calvario rend compte de l’amour, de l’intelligence, de la sincérité, de la force des relations qui peuvent nous unir les uns aux autres. ».

### Les débuts (1996-2000)
Après deux échecs au concours d'entrée du Conservatoire national supérieur d'art dramatique, Philippe Calvario crée la compagnie Les Mots-dits en 1996 et met en scène ses premières pièces : Ma Solange comment t’écrire mon désastre et Fragment d'Alex de Noëlle Renaude, lauréat du Festival de théâtre universitaire de Nanterre.
En 2000, Jean-Pierre Vincent, directeur du théâtre des Amandiers lui propose de mettre en scène Cymbeline, pièce peu jouée de Shakespeare, dans le cadre du Festival d'automne à Paris. La presse voit en lui un talent prometteur. « Ce spectacle, [...], est traversé par une énergie peu commune, un sens du rythme, une vraie envie de théâtre, à même de réconcilier un large public, et notamment les plus jeunes, avec un genre jugé à tort sérieux et difficile. ».

### Un répertoire éclectique
Philippe Calvario alterne les pièces classiques et les pièces contemporaines d'avant-garde quitte à bousculer la critique et le public,,.

### Années 2000
De 2002 à 2006 il est artiste associé au théâtre des Bouffes du Nord. Il y met en scène La Mouette de Tchekhov, Roberto Zucco de Bernard-Marie Koltès avec dans le rôle titre Xavier Gallais dans « une mise en scène un peu... clinquante, mais belle, pour une pièce dérangeante, mais forte ! », et Grand et petit de Botho Strauss.
En 2005 au Théâtre des Amandiers de Nanterre, il met en scène Philippe Torreton dans Richard III et Jane Birkin dans Électre de Sophocle,.
De 2004 à 2008 il se tourne vers l'opéra en mettant en scène  L’Amour des trois oranges de Prokofiev au Festival international d'art lyrique d'Aix-en-Provence : « L'ouvrage de Prokofiev est ici porté jusqu'aux limites de sa démesure en griffant l'univers des médias audiovisuels et du cabaret » (Le Temps) ; Angels in America, la pièce de Tony Kushner sur les années Reagan et le sida avec Barbara Hendricks, Julia Migenes au Théâtre du Châtelet,, Belshazzar d'Handel au festival Handel de Haale en Allemagne et Iphigénie en Tauride de Gluck au Staasoper de Hambourg.

### Années 2010-2020
En 2009, il monte « une chronique trash du monde moderne » : Parasites de l'allemand Marius von Mayenburg au Théâtre Nanterre-Amandiers : « la mise en scène (de Philippe Calvario) se vautre dans le trash, pour le plaisir d'un spectateur qui ne sait plus trop s'il doit rire ou sangloter » (Libération). En 2011, c'est une Une visite inopportune au Théâtre de l'Athénée-Louis-Jouvet, la dernière pièce de Copi avec Michel Fau dans le rôle de Cyrille, un comédien malade du sida qui fête le deuxième anniversaire de sa maladie à l'hôpital : « Un rendez-vous cocasse et étrange avec la maladie et la mort dans un esprit ludique » (Le Journal La Terrasse) puis Les Larmes amères de Petra von Kant d'après le film de Rainer Werner Fassbinder avec Maruschka Detmers au théâtre de l'Athénée en s'inspirant pour Les Échos de l'univers du cinéaste espagnol Pedro Almodovar.
En 2015, Philippe Calvario revient au théâtre classique avec Shakespeare in the woods d'après trois pièces de Shakespeare (Le Songe d'une nuit d'été, Othello et Comme il vous plaira) au Cirque Romanès avec dix-huit jeunes acteurs du Cours Florent. « Une création périlleuse qui brille de par sa cohérence et sa fluidité. Philippe Calvario parvient toujours à créer du rythme et de l'engouement. Comme dans « Marie Tudor », il nous entraîne dans une atmosphère rock 'n roll au son des guitares, d'un piano et d'une batterie qui accompagnent les comédiens chanteurs, en plein show » (Le HuffPost). Ensuite il met en scène Cristiana Reali à La Pépinière-Théâtre dans Marie Tudor de Victor Hugo dans lequel il mêle les genres : « Pour faire passer malgré tout le souffle tragico-comique hugolien, le metteur en scène-acteur tente un mélange des genres périlleux. Les scènes d'action sont jouées de façon classique, les scènes d'amour alternent le romantisme ampoulé et le pur vaudeville. Le tout est relevé d'une ambiance pop-rock (« John & Mary » chanté par Bryan Ferry, il fallait oser) personnifiée par un sémillant guitariste musclé (qui à l'occasion joue les bourreaux) » (Les Échos). Il monte également deux pièces de Marivaux : La Double Inconstance et Le jeu de l'amour et du hasard : « La mise en scène de Philippe Calvario, toute de rythme, de fantaisie et de gaieté, souligne la drôlerie des dialogues, le burlesque des situations et en même temps le grinçant de la condition des serviteurs, avec en fond les mélodies intemporelles de Serge Gainsbourg, pour faire apparaître un classique résolument d'aujourd'hui » (La Dépêche)
Philippe Calvario, également comédien se produit dans des seuls en scène comme Les Visages et les Corps de Patrice Chéreau et Trio autour du condamné à mort de Jean Genet avec deux musiciens « Éric Neveux  et Julien Trimoreau, qui interprètent sur scène une musique originale dans le genre « post rock expérimental »(Le Télégramme) et dans des pièces plus intimistes comme Créanciers d'August Strindberg  au Théâtre de l'Épée de Bois avec Benjamin Baroche et Julie Debazac. En tant que comédien il a également joué dans Guerres mise en scène par Raymond Acquaviva, Léo Burckart de Gérard de Nerval, mise en scène par Jean-Pierre Vincent, Une maison de poupée de Henrik Ibsen mise en scène par Philippe Person, Les Femmes savantes de Molière, mise en scène par Jean Danet...

## Théâtre

### Metteur en scène théâtre
- 1998 : Henry VI-Richard III de William Shakespeare (Fragments), assistant de Patrice Chéreau
- 1998-1999 : Et maintenant le silence ?, création collective, Théâtre de la Bastille
- 1999 :Fragment d'Alex d'après Noëlle Renaude, Théâtre du Ranelagh
- 2000-2001 : Cymbeline de William Shakespeare, Festival d’Automne, Théâtre Nanterre-Amandiers, tournée
- 2000 : Les débutantes de Christophe Honoré, Théâtre de la Bastille
- 2002 : La Mouette d'Anton Tchekhov, Théâtre national de Bretagne, Théâtre des Bouffes du Nord, tournée
- 2003 : Phèdre de Racine, conseiller artistique de Patrice Chéreau
- 2003 : Médée Kali de Laurent Gaudé, avec Myriam Boyer, Théâtre du Rond-Point, Comédie de Reims
- 2004 : Roberto Zucco de Bernard-Marie Koltès, avec Xavier Gallais, Florence Giorgetti, Sophie Tellier, Chloé Réjon, Comédie de Reims, Théâtre des Bouffes du Nord, tournée
- 2005 : Grand et Petit de Botho Strauss, avec Anouk Grinberg, Maria de Medeiros, Corinne Masiero, Frédéric Pierrot, Théâtre des Bouffes du Nord, tournée
- 2005-2006 : Richard III de William Shakespeare, avec Philippe Torreton, Martine Sarcey, Florence Giorgetti, Théâtre Nanterre-Amandiers, Théâtre du Gymnase Marseille, tournée
- 2006-2007 : Électre de Sophocle, avec Jane Birkin, Florence Giorgetti, Jean-Claude Jay, Sophie Tellier, Quartz de Brest, Théâtre Nanterre-Amandiers Nanterre, tournée
- 2006-2007 : Trio autour du Condamné à Mort, adapté de Jean Genet, avec Éric Neveux et Julien Trimoreau, Toulouse, Marathon des mots, Brest, tournée
- 2006-2007 : Alter Ego, avec Julia Migenes, Quartz, scène nationale de Brest, Théâtre du Châtelet, tournée
- 2008 : Juste la fin du monde de Jean-Luc Lagarce, Théâtre national de Ljubljana
- 2009 : Parasites de Marius von Mayenburg, Théâtre Nanterre-Amandiers
- 2009 : La Gentry de Paris Revue, Casino de Paris
- 2009-2010 : Le Jeu de l'amour et du hasard de Marivaux, Théâtre 95 Cergy-Pontoise tournée France, Europe et Nouméa
- 2009 : Roberto Zucco de Bernard-Marie Koltès, Théâtre national de Ljubljana (Slovénie)
- 2011 : Une visite inopportune de Copi avec notamment Michel Fau et Marianne James, Théâtre du Beauvaisis, Théâtre de l'Athénée-Louis-Jouvet, tournée
- 2012 : Les Larmes amères de Petra von Kant de Rainer Werner Fassbinder avec notamment Maruschka Detmers et Julie Harnois, Théâtre de l'Athénée-Louis-Jouvet, La Passerelle, scène nationale de Saint-Brieuc
- 2013 : L'amour de Phèdre  de Sarah Kane et L'homosexuel ou la difficulté de s'exprimer de Copi, CNSAD
- 2013 : Les visages et les corps de Patrice Chéreau,  théâtre du Rond-Point, théâtre de la condition des soies à Avignon, tournée
- 2013 : Comme toujours sur la route / la Beat generation, spectacle concert avec Jil Caplan et Seb Martel à la maison de la poésie, théâtre de la condition des soies à Avignon, tournée
- 2014 : Shakespeare in the woods de William Shakespeare, Théâtre des bouffes du nord
- 2015 : Marie Tudor de Victor Hugo, La Pépinière-Théâtre avec notamment Cristiana Réali, Jade Fortineau, Jean-Claude Jay, Régis Laroche et Anatole de Bodinat
- 2016 : Le Jeu de l'amour et du hasard de Marivaux, théâtre le petit Louvre, Avignon
- 2018 - 2019 : La Double Inconstance de Marivaux, théâtre 14, tournée
- 2020 : Les enivrés d'Ivan Viripaev, Théâtre le Lucernaire, Festival les nuits de joux
- 2021 :	Je suis un homme d'après Marie Nimier, La Comédie de Ferney (Ferney-Voltaire)
- 2023  : Créanciers d'August Strindberg, Théâtre de l'Épée de Bois
- 2024  : Les Caprices de Marianne de Marivaux, Comédie de Picardie

### Metteur en scène opéra
- 2004 : L’Amour des trois oranges de Prokofiev, Festival international d'art lyrique d'Aix-en-Provence et tournée, Teatro Real Madrid
- 2004 : Angels in America de Tony Kushner, musique Peter Eötvös, avec Barbara Hendricks, Julia Migenes, Donald Maxwell, Roberta Alexander, création mondiale Théâtre du Châtelet
- 2008 : Belshazzar, opéra d'Handel, festival Handel de Haale (Allemagne)
- 2008 : Iphigénie en Tauride de Gluck, Staasoper de Hambourg

### Comédien
- 1991 : Les Justes, création collective
- 1992 : L'Opéra de quat'sous de Bertolt Brecht, mise en scène Ugo Ugolini
- 1993 : Guerres montage de textes divers, mise en scène Raymond Acquaviva
- 1994 : Curiosités du mal, mise en scène Stéphane Auvray Neuroy
- 1994 : Starmaniac, mise en scène Philippe Calvario
- 1995 : Léo Burckart de Gérard de Nerval, mise en scène Jean-Pierre Vincent, élève stagiaire à la Comédie-Française
- 1996 : Roméo et Juliette de William Shakespeare, mise en scène Eric Kruger
- 1997 : Fragments d’Alex, création collective
- 1997 : Capitaine Fracasse de Théophile Gautier, mise en scène Eric Kruger
- 1997 : Les Femmes savantes de Molière, mise en scène Jean Danet
- 1998 : Hamlet de William Shakespeare, mise en scène Eric Kruger
- 1998 : Henry VI/Richard III (Fragments) de William Shakespeare, mise en scène Patrice Chéreau, avec les élèves Conservatoire national supérieur d'art dramatique, Festival d'automne à Paris, Manufacture des Œillets Ivry-sur-Seine
- 1999 : Fragments Koltès d'après Bernard-Marie Koltès, mise en scène Catherine Marnas, tournée
- 2000 : Cymbeline de William Shakespeare, mise en scène Philippe Calvario, Théâtre Nanterre-Amandiers, tournée
- 2002 : La Mouette d'Anton Tchekhov, mise en scène Philippe Calvario, Théâtre national de Bretagne, Théâtre des Célestins, Théâtre des Bouffes du Nord
- 2005 : Le Mausolée des amants d'Hervé Guibert, lecture avec Patrice Chéreau, Théâtre de l'Odéon Ateliers Berthier
- 2006-2007 : Trio autour du Condamné à Mort, adapté de Jean Genet, mise en scène Philippe Calvario, avec Éric Neveux et Julien Trimoreau, Toulouse, Marathon des mots, Brest, tournée
- 2009 : Parasites de Marius von Mayenburg, mise en scène Philippe Calvario, Théâtre Nanterre-Amandiers
- 2009 : Le Jeu de l'amour et du hasard de Marivaux, mise en scène Philippe Calvario, Théâtre 95 Cergy-Pontoise
- 2013 : Les visages et les corps de Patrice Chéreau , théâtre du Rond-Point, théâtre de la condition des soies à Avignon,  tournée
- 2013 : Comme toujours sur la route / la Beat generation,   spectacle concert avec Jil Caplan et Seb Martel à la maison de la poésie, théâtre de la condition des soies à Avignon, tournée
- 2014 : Comme il vous plaira, spectacle mis en scène par Patrice Chéreau, théâtre de l'odéon - ateliers Berthier avec Clothilde Hesme, Audrey Bonnet, Gérard Desarthe, Laurent Grévill...
- 2015 : Marie Tudor de Victor Hugo, mise en scène Philippe Calvario, La Pépinière-Théâtre
- 2016-2017 : Une maison de poupée de Henrik Ibsen, mise en scène Philippe Person
- 2017 :  Juste la fin du monde de Jean-Luc Lagarce, mise en scène Jean-Charles Mouveau
- 2018 - 2019 : La Double Inconstance de Marivaux, mise en scène Philippe Calvario, théâtre 14, tournée
- 2021 :	Je suis un homme d'après Marie Nimier, mise en scène Philippe Calvario, La Comédie de Ferney (Ferney-Voltaire)
- 2021 : On a enfourché le tigre, monsieur, conception Frédéric Jouhannet et 	Marlène da Rocha, Festival des Nuits de Joux (Pontarlier)
- 2021 : La Vie de Galilée de Bertolt Brecht, mise en scène Damien Houssier, Festival des Nuits de Joux (Pontarlier)
- 2021 : N'accuse pas le miroir si tu as la gueule de travers d'après Nicolas Gogol, mise en scène Cantor Bourdeaux, Festival des Nuits de Joux (Pontarlier)
- 2023 : Créanciers d'August Strindberg, mise en scène  Philippe Calvario, Théâtre de l'Épée de Bois
- 2024  : Les Caprices de Marianne de Marivaux, Comédie de Picardie

## Filmographie
- 2000 : Nous deux (court métrage) de Christophe Honoré  : Laurent
- 2001 : Intimité (Intimacy) de Patrice Chéreau : Ian
- 2004 : Une autre vie (court métrage) de Bernadette Massin et Fabrice Nicot
- 2005 : Les Couilles de mon chat (court métrage) de Didier Bénureau : Bob
- 2005 : Gabrielle de Patrice Chéreau : un invité
- 2012 : Si près de chez vous (série télévisée), épisode 24 La Disparue de Hervé Glabeck : Alexis
- 2015 : God Academy (court métrage) d'Elodie Derlyn

## Livre audio
- En finir avec Eddy Bellegueule, d'Édouard Louis, 2014
- Histoire de la violence d'Édouard Louis, 2016

### Citations originales
1. ↑  Citation originale : (en) « He has been a true Master for me. He taught me so much through his relation to theatre, ut also through his way of looking at the world. There are some good directors, but his grace in modelling bodies in space is something absolutely unique in France. His energy while directing is so beautiful and so contagious!. »